# Пак Санјон
Пак Санјон (Ћинџу, 16. октобар 1995) је јунжнокорејски мачевалац која се такмичи у дисциплини мач. На Олимпијским играма 2016. у Рио де Жанеиру освојио је златну медаљу у појединачној конкуренцији. Светски јуниорски првак постао је 2012. У сезони 2013/14. почео је да се такмичи у сениорској конкуренцији. Са репрезентацијом Јужне Кореје освојио је злато на Азијском првенству и Азијским играма 2014. На Светском првенству исте године дошли су до сребрне медаље.